# 国民楽派
国民楽派（こくみんがくは）とは、19世紀中頃から20世紀にかけて、民族主義的な音楽を作った作曲家を総称していう。主にロマン派時代の作曲家を指して用いられ、近代音楽以降における民族主義音楽はそのまま『民族主義』と呼ぶ場合が多い。
ロシアを含むスラブ諸国・北欧・スペインにおいて、自国の民謡や民族音楽の音楽語法、形式を重視した楽派であり、ロシアのミハイル・グリンカがその嚆矢とされる。ドイツ・オーストリアの管弦楽やイタリア、フランスのオペラを規範としつつも、そこに民族的独自性を盛り込むという点が共通点であるが、相互の地域の音楽で共通するものはほとんど見られない。
『国民楽派』という言葉は、当時ヨーロッパにおける音楽の先進地域であったドイツ、フランス、イタリアなどを音楽の中心地域とし、その他の国々や地方をその周辺地域と見る視点から生まれたものであるため、「ドイツ民族主義」や「フランス民族主義」・「イタリア民族主義」等は、この場合含まれない。また、出身地のハンガリー人を自称しながらもドイツ人家系で作風もドイツロマン派の本流を成すフランツ・リストなども国民楽派とは呼ばれない。ピョートル・チャイコフスキーは国民楽派とみなされることもあるが、ドイツ音楽の影響が濃く生前はロシア国内においては「西欧派」と見なされていたことから、外して語られることも多い。比較的見過ごされがちだが、国自体は先進国であり音楽消費地としても大国であったイギリスにおいても、作曲文化に関しては18世紀以降ドイツやイタリアに大きく後塵を拝してきたこともあり、国民楽派的な運動は存在した。

## 国民楽派とされる主な作曲家
以下の作曲家の多くは民族主義的な作品だけを創作していたわけではなく、一時的あるいは一部作品の傾向にとどまる作曲家も含まれる。

### 中欧・東欧
- ミハイル・グリンカ（ロシア・ウクライナ：1804年 - 1857年）
- アレクサンドル・ダルゴムイシスキー（ロシア：1813年 - 1869年）
- ロシア5人組に属する作曲家たち
  - ミリイ・バラキレフ（1837年 - 1910年）
  - ツェーザリ・キュイ（1835年 - 1918年）
  - モデスト・ムソルグスキー（1839年 - 1881年）
  - アレクサンドル・ボロディン（1833年 - 1887年）
  - ニコライ・リムスキー=コルサコフ（1844年 - 1908年）
- ベドルジハ・スメタナ（チェコ：1824年 - 1884年）
- アントニン・ドヴォルザーク（チェコ：1841年 - 1904年）
- ズデニェク・フィビフ（チェコ：1850年 - 1900年）

### 北欧
- ニルス・ゲーゼ（デンマーク：1817年 - 1890年）
- ヨハン・スヴェンセン（ノルウェー - デンマーク：1840年 - 1908年）
- エドヴァルド・グリーグ（ノルウェー：1843年 - 1907年）
- カール・ニールセン（デンマーク：1865年 - 1931年）
- ジャン・シベリウス（フィンランド：1865年 - 1957年）
- ヴィルヘルム・ステーンハンマル（スウェーデン：1871年 - 1927年）
- ヒューゴ・アルヴェーン（スウェーデン：1872年 - 1960年）
- ヴィルヘルム・ペッテション=ベリエル（スウェーデン：1867年 - 1942年）

### スペイン
- イサーク・アルベニス（1860年 - 1909年）
- エンリケ・グラナドス（1867年 - 1916年）
- マヌエル・デ・ファリャ（1876年 - 1946年）
- ホアキン・トゥリーナ（1882年 - 1949年）

### 中南米
- エルネスト・ナザレー（ブラジル：1863年 - 1934年）
- マヌエル・ポンセ（メキシコ：1882年 - 1948年）
- エルネスト・レクオーナ（キューバ - アメリカ：1895年 - 1963年）
- エイトル・ヴィラ=ロボス（ブラジル：1887年 - 1959年）

### 参考：近代音楽における民族主義
- レオシュ・ヤナーチェク（チェコ：1854年 - 1928年）
- ゾルターン・コダーイ（ハンガリー：1882年 - 1967年）
- ベーラ・バルトーク（ハンガリー - アメリカ：1881年 - 1945年）
- ボフスラフ・マルティヌー（チェコ：1890年 - 1959年）
- カロル・シマノフスキ（ポーランド：1882年 - 1937年）
- ジョルジェ・エネスク（ルーマニア：1881年 - 1955年）
- レイフ・ヴォーン・ウィリアムズ（イギリス：1872年 - 1958年）
- ジョージ・ガーシュウィン（アメリカ：1898年 - 1937年）
- アーロン・コープランド（アメリカ：1900年 - 1990年）
- アラム・ハチャトゥリアン（グルジア：1903年 - 1978年）
- アルベルト・ヒナステラ（アルゼンチン：1916年 - 1983年）
- アストル・ピアソラ（アルゼンチン：1921年 - 1992年）
- ニコス・スカルコッタス（ギリシャ：1904年 - 1949年）